# Periphery IV: Hail Stan
Periphery IV: Hail Stan — шестой студийный альбом американской прогрессив-метал группы Periphery, выпущенный 5 апреля 2019 года. Первый альбом, выпущенный после ухода басиста Адама «Нолли» Гетгуда собственным лэйблом группы, 3DOT Records. В альбоме были использованы оркестровые аранжировки и хор, записанные композитором Randy Slaugh.

## История
В августе 2017 года басист группы Адам «Nolly» Гетгуд объявил о своем уходе из группы. Он сообщил о том, что желает сосредоточиться на мастеринге и работе над GetGoodDrums — компанией, которая занимается разработкой плагинов для музыкантов. Несмотря на это 27 ноября 2018 года на You-Tube канале группы вышел видеоролик «P4 Studio Update 5», в котором Nolly записывает бас-партии для нового альбома Periphery. Как стало известно позже, Nolly вместе с гитаристом группы Мишей Мансуром также отвечал за сведение этого альбома. Вместе с этим весной 2018 года группа покинула лейбл Sumerian Records и сообщила, что собирается основать собственный лейбл 3DOT Recording, на котором планировалось выпустить свой альбом. 6 февраля 2019 года был выпущен первый сингл с альбома — «Blood Eagle». На песню был также снят видеоклип. 1 марта вышел второй и последний сингл с альбома — «Garden In The Bones». На следующий день к треку вышел Drum Playthrough.
В альбом вошла самая длинная композиция во всей дискографии Periphery — «Reptile». Оркестровое вступление и интерлюдия для неё были записаны композитором Randy Slaugh. Специально для исполнения монолога в середине композиции был приглашен вокалист Майки Гудман.
Песня «Sentient Glow» явилась ремейком одноимённой песни группы Haunted Shores 2010 года, но с другим текстом.
Альбом стал доступен к прослушиванию на YouTube канале группы за 4 дня до официальной даты выхода. О процессе записи этого альбома был снят документальный фильм.

## Трек-лист
| №                   | Название              | Длительность |
| ------------------- | --------------------- | ------------ |
| 1.                  | «Reptile»             | 16:44        |
| 2.                  | «Blood Eagle»         | 5:58         |
| 3.                  | «Chvrch Bvrner»       | 3:41         |
| 4.                  | «Garden in the Bones» | 5:57         |
| 5.                  | «It's Only Smiles»    | 5:33         |
| 6.                  | «Follow Your Ghost»   | 5:24         |
| 7.                  | «Crush»               | 6:49         |
| 8.                  | «Sentient Glow»       | 4:28         |
| 9.                  | «Satellites»          | 9:25         |
| Общая длительность: | Общая длительность:   | 63:59        |

## Участники записи

### Periphery
- Спенсер Сотело — вокал, сведение
- Миша «Bulb» Мансур — гитары, программирование, написание оркестровок, продюсирование, сведение
- Джейк Боуэн — гитары, программирование
- Марк «Mrak» Холкомб — гитары
- Мэтт Хелперн — барабаны

### Приглашенные участники
- Адам «Nolly» Гетгуд — бас-гитара, сведение, программирование, продюсирование
- Эрмин «Red Pill» Хамидовик — мастеринг
- Майк Гудман — монолог в «Reptile»
- Randy Slaugh — запись живых оркестровок, дирижирование хором, сведение
- Енох Кэмпбелл, Клейтон Вайбен, Диана Шулл, Андрес Карденас, Джордан Дженсен, Брайант Уилсон, Коннор Лоу, Рокки Скофилд, Остин Бентли, Кемари Уайтинг, Мириам Хаусли, Мэтт Дженсен, Себастьен Руш, Сара Фарр, Райан Уайтхед, Джозеф Фейсер, Джон Йелланд, Уэсли Монахан, Хейли Арнольд, Алисса Леммон Чепмен, Эрик Слау, Мак Кристенсен, Самсон Уинзер, Чад Чен — хор

- Симри Ван Дрю — скрипка
- Эмили Раст — скрипка
- Кэрин Брэдли — альт
- Крис Морган — виолончель
- Стивен Парк — валторна
- Крис Кутсор — обложка